# فيديريكو فيجا
فيديريكو فيجا (بالإسبانية: Federico Vega) (4 فبراير 1993 بدون توركواتو في الأرجنتين - ) هو لاعب كرة قدم أرجنتيني في مركز الدفاع. شارك مع منتخب الأرجنتين تحت 20 سنة لكرة القدم. أما مع النوادي، فقد لعب مع ريفر بليت ونادي ألكوركون.

## وصلات خارجية
- فيديريكو فيجا على موقع قاعدة بيانات كرة القدم.إي يو (الإنجليزية)
- فيديريكو فيجا على موقع Soccerway.com (الإنجليزية)
- فيديريكو فيجا على موقع AS.com (الإسبانية)